# Sabine (ort)
Sabine är en ort i Australien. Den ligger i kommunen Toowoomba och delstaten Queensland, omkring 130 kilometer väster om delstatshuvudstaden Brisbane. Antalet invånare är 109.
Runt Sabine är det mycket glesbefolkat, med 6 invånare per kvadratkilometer.. Närmaste större samhälle är Oakey, nära Sabine.
Omgivningarna runt Sabine är i huvudsak ett öppet busklandskap. Genomsnittlig årsnederbörd är 938 millimeter. Den regnigaste månaden är januari, med i genomsnitt 193 mm nederbörd, och den torraste är september, med 30 mm nederbörd.